# THE7
『THE7』（ザ セブン）は、新潟テレビ21で1987年10月から1994年3月まで、毎週土曜日の朝7時から8時に放送された新潟ローカル放送の情報バラエティ番組。
登校前の小学生から高校生までの層に人気で、高視聴率を誇った。

## 出演者

### 司会
- 山本肇（1987年10月 - 1992年9月）

### アシスタント
- 石原（棚橋）みちよ（1987年10月 - 1989年3月）
- 山崎尚子（1989年4月 - 1991年3月）
- 種口りつこ（1991年4月 - 1992年9月）
- 近正仁（1992年10月 - 1994年3月）

## コーナー
モーニングエンジェル
新潟県内在住一般女性のPVを同番組が制作、OA。
マーク矢崎のぼくにおまかせ
人気占い師のマークが、当日効果のある「おまじない」等を紹介。後半はマークのキャラに合わせて氏の体験コーナーに。
ヒロミおねえさんと歌おう
歌のおねえさんの童謡ビデオ。徐々にヒロミおねえさんの生中継コーナーに。
カモン！べいびぃ
横一列に並んだ親族（祖父母、両親、叔父叔母等）に向かって乳児がハイハイし、誰のところへ行くのかを前の週にハガキで予想する。現場実況は近正仁が担当。